# إنفيديا شيلد تي في
إنفيديا شيلد تي في (بالإنجليزية: Nvidia Shield TV) يعرف أيضا باسم شيلد أندرويد تي في (بالإنجليزية: Shield Android TV) وإنفيديا شيلد (بالإنجليزية: Nvidia Shield). هو مشغل وسائط رقمية قائم على أندرويد تي في من إنتاج إنفيديا كجزء من علامتها التجارية شيلد لأجهزة الأندرويد. صدر شيلد لأول مرة في مايو 2015، سٌوِقَ في البداية بواسطة إنفيديا باعتباره نظام صغير، مع التركيز على قدرته على تشغيل الألعاب التي نٌزِّلَت وبث الألعاب من جهاز كمبيوتر متوافق على شبكة محلية، أو عبر خدمة الاشتراك في GeForce Now. كما هو الحال مع جميع أجهزة أندرويد تي في الأخرى، يمكنه أيضًا دفق المحتوى من مصادر مختلفة باستخدام التطبيقات، كما يدعم الفيديو بدقة 4K. يتم إنتاجه في نموذجين، مع طراز شيلد تي في برو الثاني الذي يتميز بشكل أساسي بزيادة التخزين الداخلي.
في عام 2017، أصدرت إنفيديا إصدارًا محدثًا من شيلد 16 جيجابايت، والذي يحتوي على عامل شكل أصغر يسقط دعم مايكرو إس دي والأشعة تحت الحمراء، ويأتي مع وحدة تحكم محدثة، وهو مطابق في الأجهزة للنموذج الأصلي. في عام 2019، قامت إنفيديا بتحديث مجموعة شيلد تي في بمعالجات تمت ترقيتها، ونقحت النموذج الأساسي بعامل شكل أصغر وتخزين داخلي أقل.